# Канте (коммуна)
Канте́ (фр. Canté) — коммуна во Франции, находится в регионе Юг — Пиренеи. Департамент коммуны — Арьеж. Входит в состав кантона Савердён. Округ коммуны — Памье.
Код INSEE коммуны — 09076.

## Население
Население коммуны на 2008 год составляло 203 человека.
| 1962 | 1968 | 1975 | 1982 | 1990 | 1999 | 2008 |
| ---- | ---- | ---- | ---- | ---- | ---- | ---- |
| 118  | 150  | 158  | 142  | 164  | 179  | 203  |

## Экономика
В 2007 году среди 136 человек в трудоспособном возрасте (15—64 лет) 98 были экономически активными, 38 — неактивными (показатель активности — 72,1 %, в 1999 году было 69,9 %). Из 98 активных работали 84 человека (50 мужчин и 34 женщины), безработных было 14 (9 мужчин и 5 женщин). Среди 38 неактивных 7 человек были учащимися или студентами, 16 — пенсионерами, 15 были неактивными по другим причинам.